# Canton de Vannes-1
Le canton de Vannes-1 est une circonscription électorale française du département du Morbihan.

## Histoire
Un nouveau découpage territorial du Morbihan entre en vigueur à l'occasion des élections départementales de 2015. Il est défini par le décret du 21 février 2014, en application des lois du 17 mai 2013 (loi organique 2013-402 et loi 2013-403). Les conseillers départementaux sont, à compter de ces élections, élus au scrutin majoritaire binominal mixte. Les électeurs de chaque canton élisent au Conseil départemental, nouvelle appellation du Conseil général, deux membres de sexe différent, qui se présentent en binôme de candidats. Les conseillers départementaux sont élus pour 6 ans au scrutin binominal majoritaire à deux tours, l'accès au second tour nécessitant 12,5 % des inscrits au 1er tour. En outre la totalité des conseillers départementaux est renouvelée. Ce nouveau mode de scrutin nécessite un redécoupage des cantons dont le nombre est divisé par deux avec arrondi à l'unité impaire supérieure si ce nombre n'est pas entier impair, assorti de conditions de seuils minimaux. Dans le Morbihan, le nombre de cantons passe ainsi de 42 à 21.
Le canton de Vannes-1 est formé d'une fraction de la commune de Vannes. Il est entièrement inclus dans l'arrondissement de Vannes. Le bureau centralisateur est situé à Vannes.

## Représentation
| Période élective | Période élective | Mandat | Mandat   | Identité           | Nuance | Nuance | Qualité |
| ---------------- | ---------------- | ------ | -------- | ------------------ | ------ | ------ | --- |
| 2015             | 2021             | 2015   | 2021     | François Goulard   |        | DVD    | Ingénieur des Arts et Manufactures de l'Ecole Centrale à Paris Président du Conseil général puis départemental du Morbihan (2011-2021) Maire de Vannes (2001-2004 puis 2006-2011) Député de la première circonscription du Morbihan (1997-2004 puis 2007-2012) Ministre délégué à l’Enseignement supérieur et à la Recherche (2005-2007) Secrétaire d'État aux Transports et à la Mer (2004-2005) Conseiller général du canton de Vannes-Centre (1998-2001 et 2011-2015) |
| 2015             | 2021             | 2015   | 2021     | Christine Penhouët |        | LR     | Cadre de santé Adjointe au maire de Vannes (2014-2024) Conseillère municipale de Vannes Vice-présidente de la commission permanente du conseil départemental, déléguée à l’éducation et à la jeunesse Conseillère communautaire de Golfe du Morbihan - Vannes Agglomération |
| 2021             | 2028             | 2021   | en cours | Mohamed Azgag      |        | MoDem  | Directeur général de la CPAM du Morbihan à la retraite Adjoint au maire de Vannes (depuis 2020) Conseiller municipal de Vannes Vice-président du CCAS de Vannes Président de l'Union départementale des Centres communaux d'action sociale Conseiller communautaire de Golfe du Morbihan - Vannes Agglomération |
| 2021             | 2028             | 2021   | en cours | Christine Penhouët |        | DVD    | Cadre de santé Adjointe au maire de Vannes (2014-2024) Conseillère municipale de Vannes Vice-présidente de la commission permanente du conseil départemental, déléguée à l’éducation et à la jeunesse Conseillère communautaire de Golfe du Morbihan - Vannes Agglomération |

### Résultats détaillés

#### Élections de mars 2015
À l'issue du 1er tour des élections départementales de 2015, deux binômes sont en ballottage : François Goulard et Christine Penhouët (Union de la Droite, 49,66 %) et Cécile Franchet et Marc Le Gal (Union de la Gauche, 26 %). Le taux de participation est de 52,88 % (11 618 votants sur 21 969 inscrits) contre 52,56 % au niveau départemental et 50,17 % au niveau national.
Au second tour, François Goulard et Christine Penhouët (Union de la Droite) sont élus avec 63,42 % des suffrages exprimés et un taux de participation de 48,24 % (6 306 voix pour 10 598 votants et 21 968 inscrits).
François Goulard a quitté LR.

#### Élections de juin 2021
Le premier tour des élections départementales de 2021 est marqué par un très faible taux de participation (33,26 % au niveau national). Dans le canton de Vannes-1, ce taux de participation est de 33,91 % (7 874 votants sur 23 220 inscrits) contre 34,81 % au niveau départemental. À l'issue de ce premier tour, deux binômes sont en ballottage : Mohamed Azgag et Christine Penhouët (DVD, 33,26 %) et Sandrine Berthier et Maxime Blondeau (Union à gauche avec des écologistes, 31,3 %).
Le second tour des élections est marqué une nouvelle fois par une abstention massive équivalente au premier tour. Les taux de participation sont de 34,36 % au niveau national, 36 % dans le département et 35,18 % dans le canton de Vannes-1. Mohamed Azgag et Christine Penhouët (DVD) sont élus avec 57,4 % des suffrages exprimés (4 402 voix pour 8 171 votants et 23 226 inscrits),,.

## Composition
| Nom                            | Code Insee | Intercommunalité                            | Superficie (km2) | Population (dernière pop. légale)                | Densité (hab./km2) | Modifier                                    |
| ------------------------------ | ---------- | ------------------------------------------- | ---------------- | ------------------------------------------------ | ------------------ | ------------------------------------------- |
| Vannes (bureau centralisateur) | 56260      | CA Golfe du Morbihan - Vannes Agglomération | 32,30            | Fraction : 33 190 (2022) Commune : 54 955 (2022) | 1 701              | modifier les données · modifier les données |
| Canton de Vannes-1             | 5619       |                                             |                  | 33 190 (2022)                                    |                    | modifier les données                        |

Le canton de Vannes-1 comprend la partie centrale de la commune de Vannes située :
1. à l'est d'une ligne définie par l'axe des voies et limites suivantes : depuis la limite territoriale de la commune d'Arradon, boulevard des Îles (route départementale 101), rue Jérôme-d'Arradon, rue Pasteur, rue Jeanne-d'Arc, rue Joseph-Sauveur, rue Albert-Ier, rue Victor-Basch, rue Henri-Dunant (résidences Henri-Dunant et François-Fromentin exclues), rue du Lieutenant-François-Fromentin, rue Hélène-Boucher, rue Louis-Martin-Chauffier (résidence Gwened-II exclue), rue Winston-Churchill, rue Gillot-de-Kerarden, rue Guillaume-Le Bartz, rue Michel-de-Montaigne, rue Winston-Churchill, chemin des Salines, jusqu'à la pointe des Émigrés ;
2. à l'ouest d'une ligne définie par l'axe des voies et limites suivantes : depuis la limite territoriale de la commune de Saint-Avé, ligne de chemin de fer, avenue Favrel-et-Lincy, rue des Quatre-Frères-Creach, rue des deux-Frères-Joubaud, allée Aimé-Césaire, rue Anatole-Le-Braz, rue Ernest-Renan (limite caserne/zone d'habitat), avenue de Verdun, rue de Saint-Gildas (limite caserne/zone d'habitat), avenue Édouard-Herriot, boulevard de la Paix, place du Maréchal-Lyautey, rue du Lieutenant-Colonel-Maury, rue Francis-Decker, rue Jehan-de-Bazvalan, rue Jean-Martin, rue Alfred-Roth, rue des Ursulines, rue Monseigneur-Tréhiou, rue Jean-Jaurès (route départementale 199), avenue Raymond-Marcellin, jusqu'à la limite territoriale de la commune de Séné.

## Démographie
En 2022, le canton comptait 33 190 habitants, en évolution de +2,46 % par rapport à 2016 (Morbihan : +3,82 %, France hors Mayotte : +2,11 %).
| 2013   | 2018   | 2022   |
| ------ | ------ | ------ |
| 31 960 | 32 325 | 33 190 |